# Templo de Mussenden
El Templo de Mussenden (en inglés: Mussenden Temple) es un pequeño edificio circular ubicado en los acantilados cerca de Castlerock en el condado de Londonderry, muy por encima del océano Atlántico en la costa noroeste de Irlanda del Norte.

## Historia
Encaramado en los acantilados con vistas a Downhill Strand, en su tiempo era posible conducir un carruaje alrededor del templo: sin embargo, la erosión costera ha acercado el borde al edificio. El templo fue construido en 1785 y forma parte de Downhill Demesne. El dominio formaba parte de la finca de Frederick, cuarto conde de Bristol, que se desempeñó como lord obispo de Derry de la Iglesia de Irlanda desde 1768 hasta 1803. Fue Lord Bristol, conocido popularmente como «el conde-obispo», quien construyó el edificio. Construido como una biblioteca y modelado a partir del templo de Vesta de Tívoli, está dedicado a la memoria de la prima del obispo Lord Bristol, Frideswide Mussenden.
A lo largo de los años, la erosión costera en Downhill ha acercado cada vez más al templo Mussenden al borde del acantilado, y en 1997 la National Trust llevó a cabo trabajos de estabilización del mismo para evitar la pérdida del edificio.
La inscripción alrededor del edificio, cita de Lucrecio, dice:

Suave, mari magno turbantibus aequora ventis
e terra magnum alterius spectare laborem.
Tis pleasant, safely to behold from shore
The troubled sailor, and hear the tempests roar.
En cuanto al encanto, gran parte del movimiento del mar, los vientos y el mar,
Tgenial para mirar desde la tierra y el trabajo de otro,
Es agradable, seguro para la vista desde la orilla
El marinero turbado, escucha rugir las tempestades.
 De la naturaleza de las cosas, 2.1-2, Lucrecio

Nombrado en honor a su sobrina, a quien se refirió como su «querida prima», Frideswide Mussenden, cuya belleza admiraba mucho, el edificio era la biblioteca del obispo. Sus paredes alguna vez estuvieron cubiertas de estanterías para libros. Un fuego se mantuvo encendido constantemente en el sótano. Esto y su conducto cerrado significaban que, incluso en este lugar tan expuesto, los libros nunca se humedecerían.
«Tengo la intención de construir un templo griego en honor a Frideswide [...] Tengo la intención de construirlo al borde de un acantilado. Dará empleo a los pobres y al distrito.» El conde-obispo se encontraba claramente desconsolado cuando Frideswide murió. Sus notas sobre el edificio afirman que se basó en el templete de Bramante en la colina del Janículo de Roma, que a su vez se basó en el templo de Vesta de Tívoli, cerca de Roma. El edificio fue probablemente obra de Micheal Shanahan, quien acompañó a Lord Bristol en una de sus muchas visitas a Italia.

## National Trust

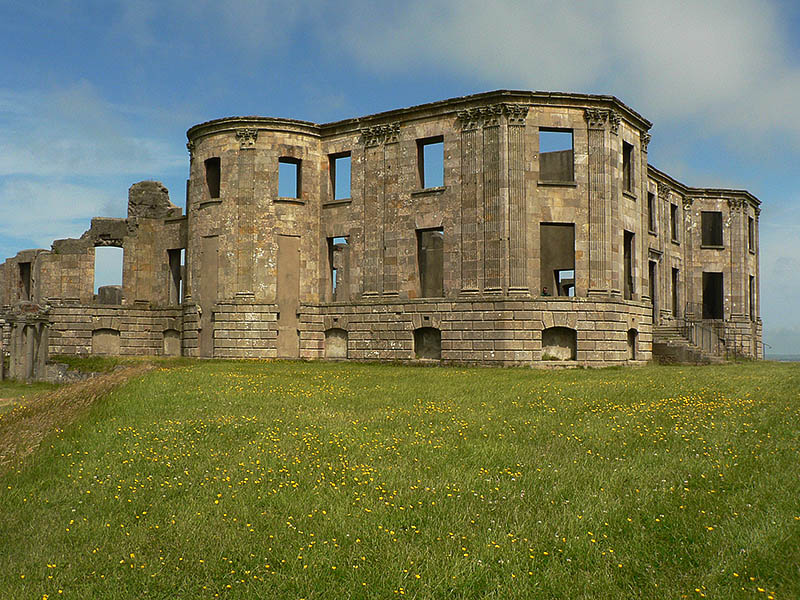
Castillo de Downhill.

Ahora forma parte de la propiedad del Templo Mussenden y Downhill Demesne del National Trust, ocupando los terrenos que rodean el templo de Mussenden y su casa solariega (castillo de Downhill) que están abiertos al público todo el año, desde el amanecer hasta el anochecer. El templo ofrece vistas hacia el oeste sobre Downhill Strand hacia Magilligan y hacia Inishowen en el condado de Donegal; y al este, la playa de Castlerock hacia Portstewart, Portrush y Fair Head.
El templo obtuvo una licencia para celebrar bodas civiles en 2007.
La estación más cercana es la estación de tren Castlerock.